# Trapper Creek
Trapper Creek est une ville d'Alaska aux États-Unis. C'est une Census-designated place, dans le Borough de Matanuska-Susitna, elle fait partie de la zone métropolitaine d'Anchorage. Sa population était de 499 habitants en 2000. Elle se situe à l'entrée sud du Parc d'État Denali.
Elle se trouve au kilomètre 185 de la George Parks Highway, à l'intersection de la route de Petersville. C'est une étape entre Talkeetna et le parc national et réserve de Denali, avec magasin de fournitures générales, téléphone, hébergement, restauration pour les visiteurs de passage, mais aussi école, poste et entreprises pour les résidents.

## Démographie
| 1990 | 2000 | 2010 | - | - | - |
| ---- | ---- | ---- | - | - | - |
| 296  | 423  | 481  | - | - | - |